# (613490) 2006 RJ103
(613490) 2006 RJ103 est un astéroïde troyen de Neptune.

## Description
(613490) 2006 RJ103 est un astéroïde troyen de Neptune. Il présente une orbite caractérisée par un demi-grand axe de 29,95 UA, une excentricité de 0,03 et une inclinaison de 8,2° par rapport à l'écliptique.

## Compléments